# 简牍

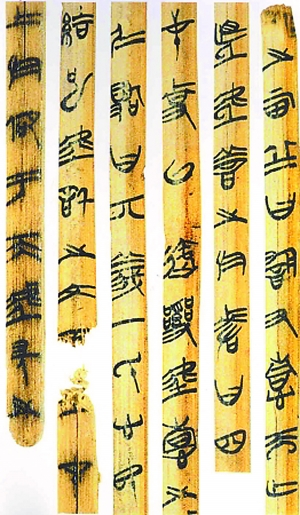
湖南博物馆收藏的《孔子詩論》竹簡

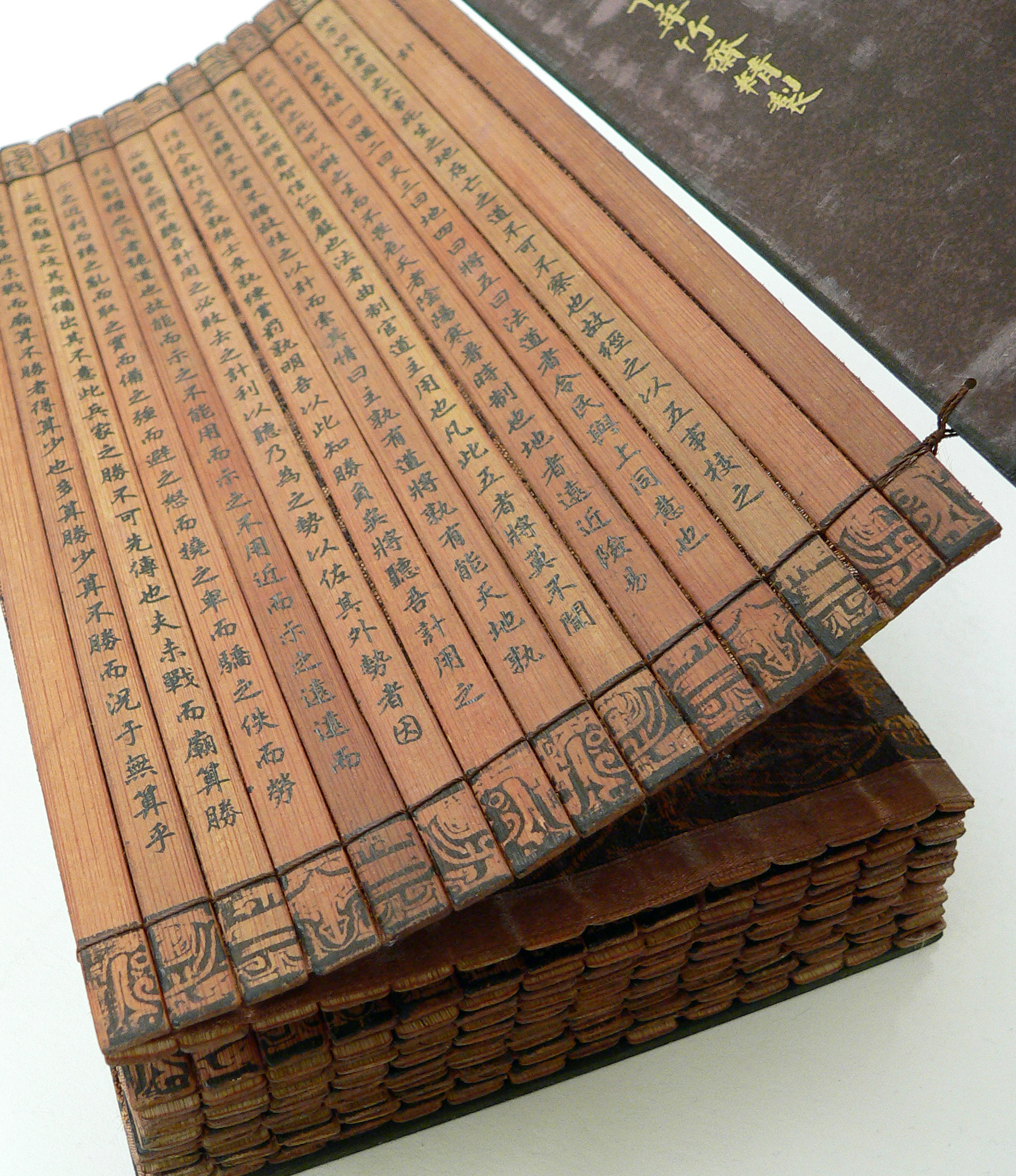
仿古《孫子兵法》譯本竹簡，為河濱加利福尼亞大學藏書

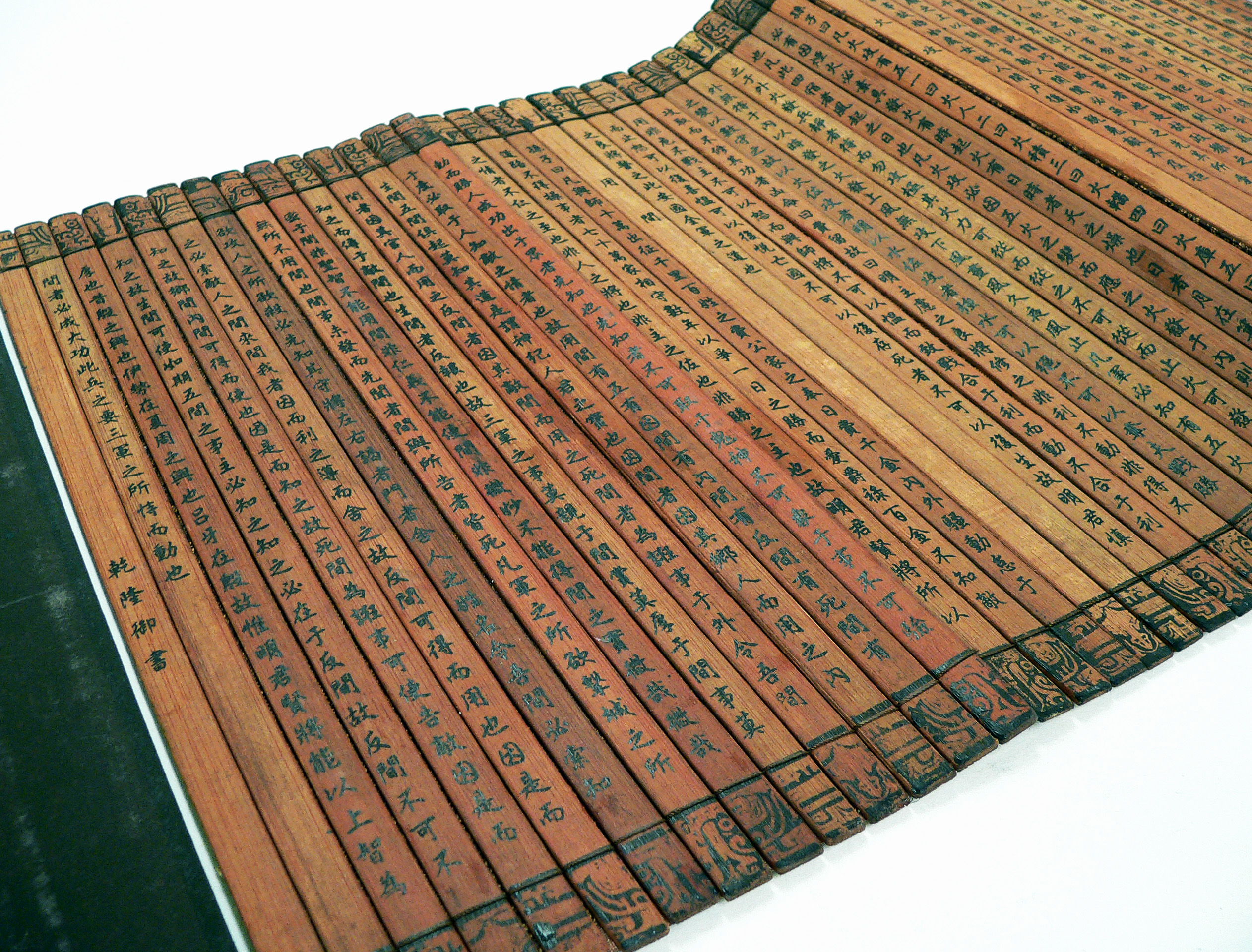
展開的《孫子兵法》竹簡本，簡上刻有「乾隆御書」四字

简牍是古代书写有文字的竹片或木片。其中竹制的叫竹简或简称简，木制的叫木牍或简称牍，合称简牍（由于竹简的数量较多，有时也通称作“简”，其实是包含了木牍在内的意义。）
简牍是在纸普及之前用来记载的载体。现在发现的简牍的年代主要是戰國、秦漢和三國，中原地区最晚至东晋，新疆地区最晚至唐代。简牍可以用线绳或牛皮绳编连起来成书。

## 歷史

### 起源
《尚书·多士》：“惟殷先人，有册有典”。殷墟甲骨文中，“册”字被写成的形状，可见商代时已有竹简。《左传》和《国语》中春秋时人的言论经常提及“简策”。但现代考古所能发现的竹简最早只到战国时期，而且大多是楚国的竹简，例如郭店楚简、慈利楚简、上博简、清华简等。

### 發展
简牘在春秋战国时期到秦汉时期使用甚广。公元4世纪左右，由于纸已广泛使用，简牍才为纸抄本所代替。

## 形制
竹简，一种将文字、图像或其他各种特定的符号写绘于事先加工过的竹片上的书籍形式。其加工过程简单说是将青竹筒蒸煮过，一说要用火烤，让其“发汗”脱水，称之为“杀青”，防止以后变形，不易被虫蛀，且便于书写。因此也称竹简为“汗青”，引申为书册、史籍。杀青后可打孔后将线穿过竹简连缀成册，也可不打孔，直接绑竹简。杀青后还要刮削竹简，使竹简表面平整，这样有利于书写。
加工後的竹片有篾黃和篾青兩面，一般於篾黃面（正面）書寫，背面則為篾青面。有些簡牘為兩面書寫的，如雲夢睡虎地秦簡的乙種《日書》。

### 長度
古代中國的簡，前人據漢代記載，認為不同的書籍、文書種類有不同的長短規格，如經、子、或詔令等等，其簡長度不同。但根據出土的文物，漢初時還未有系統的定制。

### 分欄
秦至漢初，簡的形制體例趨於複雜。在編綴成篇後，可以分欄書寫。以雲夢睡虎地秦簡為例，編年紀分為上下二欄，而吏道分為五欄。
有些分欄書寫的竹簡是用朱紅色的欄線，有些雖無欄線，卻有鋒刃劃出的橫線，可書寫得十分整齊。

### 繪圖
製作精好的簡書，簡面密接成片，能夠和帛書一樣寫字作畫。如雲夢睡虎地秦簡《日書》繪有插圖，《艮山圖》、《人字圖》。

### 書寫
所有的出土古簡上的文字，皆是用毛筆書寫。所蘸的是黑色的墨，完全沒有用漆書寫，亦無用刀刻。
書寫的筆大多較硬，因而能寫出很細小的字，在相當窄的一支簡上，也可以雙行書寫。

### 標題
有些簡書原有標題，包括書題、篇題、章題等。書題每每寫在第一支簡，或最末支簡的篾青一面（即背面），寫於哪支要看捲的方式，通常是竹簡捲收時最外的一支上。篇題大多寫在篇文之末。章題有時寫在章首的簡頭上。

## 出土简牍
20世纪以来，考古界人士发掘出许多简牍，如睡虎地秦简、里耶秦简。与传世文献相比，出土的简牍对研究中国古代历史有不可替代的作用。
- 武威漢簡：
  - 磨咀子漢簡（甘肅省武威市涼州區新華鎮夾河村）：
    - 〈仪礼简〉
    - 〈王杖十簡〉
- 居延漢簡：
  - 額濟納漢簡（內蒙古自治區阿拉善盟額濟納旗巴彥陶來蘇木烏蘭格日勒嘎查）
    - 甘肅省博物館藏：
      - 〈甘露二年丞相御史书〉
      - 〈永始三年诏书〉
      - 〈塞上烽火品約〉

    - 甘肅简牍博物館藏：
      - 〈相利善剑册〉
      - 〈建武三年侯粟君所责寇恩事〉

  - 肩水金關漢簡（甘肅省酒泉市金塔縣航天鎮大灣村）
- 敦煌漢簡：
  - 玉門花海漢簡（甘肅省酒泉市玉門市花海鎮南渠村）：
    - 〈玉門花海觚〉

  - 懸泉置漢簡（日语：敦煌懸泉置漢簡）（甘肅省酒泉市敦煌市莫高鎮新店台村，甘肃简牍博物馆藏）：
    - 〈失亡传信册〉
    - 〈敦煌归义羌人名籍〉
    - 〈元致子方書〉
    - 〈元康元年龟兹国简〉
    - 〈元康五年正月过长罗侯费用簿〉
    - 〈永光五年康居王使者自言献驼直不如实册〉

  - 馬圈灣漢簡（甘肅省酒泉市敦煌市陽關鎮二墩村）

## 相關參考論著資料
簡牘帛書相關參考論著資料如下：
- 王國維：《簡牘檢署考》
- 鄭有國：《中國簡牘學綜論》
- 李均明：《古代簡牘》
- 錢存訓：《書於竹帛》
- 李學勤：《簡帛佚籍與學術史》
- 張顯成：《簡帛文獻學通論》
- 李零：《簡帛古書與學術源流》（修訂本）

## 外部連結
- 中央研究院數位典藏資源網：歷史語言研究所漢代簡牘資料庫 （页面存档备份，存于）
- 內蒙古居延所出土的漢代簡牘中研院數位典藏資源網
- 邢義田：〈漢代簡牘的體積、重量和使用 （页面存档备份，存于）〉。
- 黃一農：〈古代竹簡與高科技的對話〉。